# Launch Complex 4300
Der Launch Complex 4300 (LC-4300) ist ein nicht mehr genutztes Startgelände auf der heutigen Vandenberg Space Force Base in Kalifornien, USA. 
In den 1960er Jahren wurden von hier aus lediglich zwei Raketenstarts durchgeführt.

## Startliste
| Datum             | Zeit (UTC) | Raketentyp | Nutzlast                           | Anmerkungen |
| ----------------- | ---------- | ---------- | ---------------------------------- | ----------- |
| 17. Dezember 1963 | 17:17      | Blue Scout | Blue Scout Jr SLV-1C 302 ERCS 279L |             |
| 11. Januar 1967   |            | Sergeant   | Marquardt Scramjet                 |             |